# Helena (Oklahoma)
Helena é uma cidade  localizada no estado norte-americano de Oklahoma, no Condado de Alfalfa.

## Demografia
Segundo o censo norte-americano de 2000, a sua população era de 443 habitantes.
Em 2006, foi estimada uma população de 1383, um aumento de 940 (212.2%).

## Geografia
De acordo com o United States Census Bureau tem uma área de
1,0 km², dos quais 1,0 km² cobertos por terra e 0,0 km² cobertos por água. Helena localiza-se a aproximadamente 441 m acima do nível do mar.

## Localidades na vizinhança
O diagrama seguinte representa as localidades num raio de 20 km ao redor de Helena.